# START-initiatief
Het START-initiatief (STrategisch Actieplan voor Reconversie en Tewerkstelling in de luchthavenregio) werd door de Vlaamse regering gelanceerd op 29 oktober 2004 en in de loop van 2005 verfijnd. Men stelde vast dat de tewerkstelling in de luchthavenregio van Brussels Airport in Zaventem en aangrenzende gemeenten trager toenam dan in de rest van Vlaams-Brabant. Door de luchtvaartcrisis van 2001 (drastische terugloop luchtvaartverkeer na 11 september 2001, faillissement Sabena) en bijkomend de verplaatsing van de belangrijkste Europese hub van DHL van Zaventem naar Leipzig, was de tewerkstelling eerst gedaald maar nadien was ook de reconversie en heroplevering aan een te traag tempo.
Het initiatief is gericht op het creëren van nieuwe activiteiten en nieuwe tewerkstelling, op verbetering van de mobiliteit, op de uitbouw van de luchthaven én op verbetering van de leefomgeving.
Het START-initiatief actieplan kent een aantal componenten:
- de ontwikkeling van bedrijventerreinen, met name een uitbreiding van Brucargo met de bijkomende infrastructuur van Brucargo-West, maar ook dossiers in Meise-Westrode en Kortenberg en de herontwikkeling van de oude terreinen in Vilvoorde-Machelen.
- infrastructuurwerken wegvervoer met een betere weginfrastructuur rond Brucargo, en een betere aansluiting middels een viaduct van Brucargo met afrit 12 Vilvoorde/Brucargo van de A1/E19, een betere uitbouw van het complex van afrit 12 met nieuwe uit- en toeritten langs de noordzijde van het complex en herinrichting, en een fietsbrug voor volledig van het drukke vrachtvervoer gescheiden fietsverkeer.
- infrastructuurwerken aan het Noorden en Noordoosten van de Brusselse Ring (R0) om door verbreding en ontdubbeling vlotter verkeer te bekomen naast een betere scheiding van lokaal en doorgaand verkeer
- een vervoerplan om het aandeel van openbaar vervoer te laten groeien van 18 naar 40% met
  - een groot aantal nieuwe (10) of aangepaste (3) buslijnen van De Lijn naar het luchthavengebied van Zaventem[2][3][4]
  - infrastructuurwerken treinvervoer door Infrabel en een publiek-private samenwerking (PPS): het Diaboloproject

## De START-lijnen van De Lijn

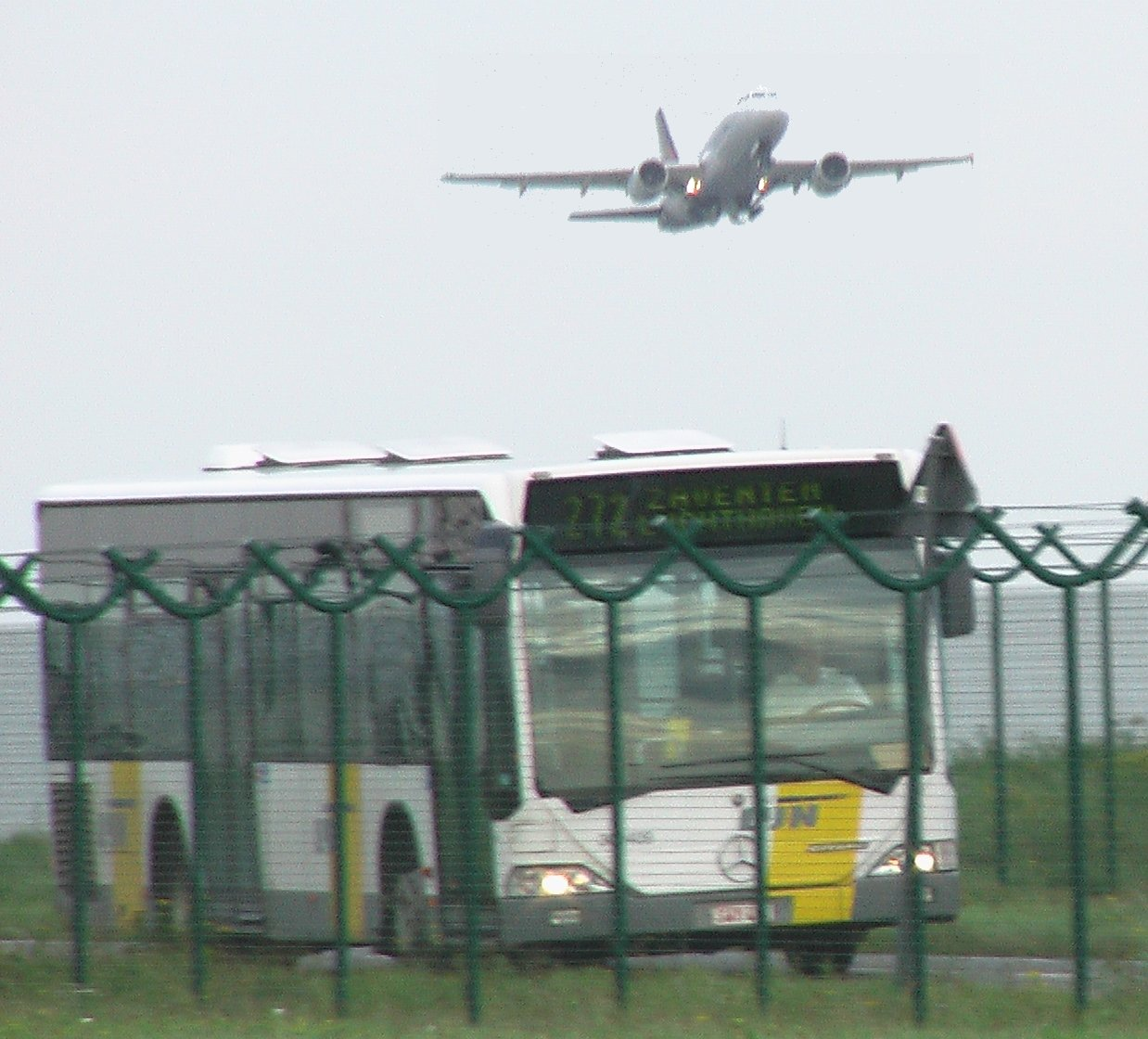
Mercedes-Benz Citaro I op lijn 272 tussen Cargo en Luchthaven

De 13 START-lijnen zijn (in chronologische volgorde met datum wijziging/start):
- Lijn 830: Groenendaal – Hoeilaart – Overijse – Tervuren – Luchthaven – Cargo (maart 2004 en december 2008 - uit dienst januari 2024)
- Lijn 652: Leuven – Herent – Erps-Kwerps – Kortenberg – Nossegem – Luchthaven – Cargo (oktober 2006 - uit dienst januari 2024)
- Lijn 272: Brussel – Schaarbeek – Evere – Keiberg – Luchthaven (december 2006 - uit dienst vanaf januari 2025)
  - Uitbreiding lijn 272: Brussel – Schaarbeek – Evere – Keiberg – Luchthaven – Cargo – Kampenhout – Haacht – Keerbergen – Bonheiden in december 2007 en december 2008
- Bijbehorende sneldienst Lijn 471 Brussel-Noord – Keiberg – Zaventem-Luchthaven (december 2007 - uit dienst juli 2024)
- Lijn 820: Dilbeek – Jette UZ – Vilvoorde – Cargo – Luchthaven (mei 2007 - later omgevormd tot ringtrambus R20)
- Lijn 821: Merchtem – Meise – Grimbergen – Vilvoorde – Cargo – Luchthaven (mei 2007 - in januari 2025 omgevormd tot lijn 20)
- Lijn 621: Kapelle-op-den-Bos – Grimbergen – Vilvoorde – Buda – Keiberg – Luchthaven (september 2007, vanaf april 2012 enkel Vilvoorde - Keiberg - Luchthaven, uit dienst vanaf 2025)
- Lijn 681: Mechelen – Bonheiden – Boortmeerbeek – Cargo – Luchthaven (oktober 2007 - uit dienst vanaf januari 2025)
- Lijn 682: Mechelen – Zemst – Weerde – Elewijt – Perk – Cargo – Luchthaven (december 2006 - uit dienst vanaf januari 2025)
- Lijn 683: Mechelen – Hofstade – Zemst – Houtem – Cargo – Luchthaven (oktober 2007 - uit dienst vanaf januari 2025)
- Lijn 616: Leuven – Bertem – Leefdaal – Vossem – Moorsel – Luchthaven – Cargo (november 2007 - uit dienst vanaf januari 2025)
- Lijn 651: Leuven – Everberg – Kortenberg – Steenokkerzeel – Cargo – Luchthaven (november 2007 - uit dienst januari 2024)
- Lijn 659: Roodebeek – Kraainem – Luchthaven – Cargo (december 2007 - in juli 2024 vervangen door lijn R59)

Ook de volgende reeds bestaande lijnen opereerden naast de nieuwe START-lijnen in de betrokken regio
- Lijn 270: Brussel – Cargo – Haacht – Keerbergen
- Lijn 271: Brussel – Cargo – Kortenberg – Kampenhout
- Lijn 282: Mechelen – Vilvoorde – Diegem – Zaventem
- Lijn 359: Roodebeek – Zaventem